# Orchestra Alafa
Orchestra Alafa is een Surinaamse muziekformatie in muziekstijlen, variërend tussen kaseko, merengue, calypso en bolero-soul.
Het orkest werd op 4 augustus 1996 door trombonist Rudi Spa opgericht met een gezelschap van zes à zeven blazers waarvan enkele wel en enkele geen noten konden lezen. Verder bestaat het uit twee gitaristen, een toetsenist, drummer, skratjidron-speler en drie zangers.
In eigen land speelde het orkest voor aantal speciale gelegenheden, zoals in het voorprogramma van Mighty Sparrow (1997), op het bordes van het Presidentieel Paleis voor Caricom-leiders (1999) en in de begeleiding van Percy Sledge en Swamp Dogg (2005), maar ook bij speciale evenementen zoals een mobiel optreden op een truck bij de viering van 150 jaar ketikoti (2013) en bij de afscheidsplechtigheid van tante Thelma Christiaan-Bigiman (2015). De groep ging meermaals naar het buitenland, zoals naar Frans-Guyana (2006), Curaçao (2013, 2014 en 2015) en in Trinidad en Tobago (2013).
In 2020 werd Rudi Spa onderscheiden met de Memre Kaseko Award voor zijn bijdrage aan de kasekomuziek.